# Valprognos
Valprognoser är en förutsägelse/prognos av hur ett politiskt val kommer att utfalla. De baseras företrädesvis på
opinionsundersökningar.
Parametrar som påverkar kvaliteten dvs prognos i förhållande till det faktiska utfallet är:
- Urvalet av personer som tillfrågas, både hur många (slumpfel) och hur man väljer ut de som skall bli tillfrågade (urvalsfel)
- Bortfallet av svarande, och hur detta med algoritmer kompenseras
- De manipuleringar som görs av råmaterialet, till exempel är det vanligt fånga in data om hur respondenten röstade vid tidigare val, för att ha som bas för justering av råmaterialet
- Validiteten avseende frågan/frågorna som ställs, dvs om man mäter det man avsett att mäta, i de flesta undersökningar är frågeställningen: Hur skulle du rösta om det vore val idag? Då det exempelvis bara är val vid givna tidpunkter och det är valutfallet som prognosen normalt skall ge en förutsägelse om, kan frågeställningen anses för fiktiv för att motsvara det kommande faktiska valet.

Prognosernas kvalitet kan endast avgöras då val sker, i Sverige normalt vart fjärde år till riksdag, region och kommun.